# Rico Wentsch
Rico Wentsch (* 13. Januar 1994 in Calw) ist ein deutscher Fußballspieler.

## Karriere
Rico Wentsch spielte in seiner Jugend für den SSV Reutlingen, 2010 wechselte er in die B-Junioren-Bundesliga zur U17 des 1. FC Kaiserslautern. Anschließend folgte ein Wechsel in die Jugend zum VfL Herrenberg, wo er  bereits Spiele in der Landesliga Württemberg absolvierte. Im Sommer 2012 verpflichteten die Stuttgarter Kickers Wentsch für ihre U19, die gerade in die A-Junioren-Bundesliga aufgestiegen waren. Auf Grund guter Leistungen gab er beim WFV-Pokalspiel gegen die SG Sonnenhof Großaspach sein Debüt in der ersten Mannschaft der Stuttgarter Kickers. Am 20. Oktober 2012 bei der 2:1-Niederlage gegen Wacker Burghausen gab er sein Profidebüt, als er in der 46. Minute eingewechselt wurde. Zu Beginn des Jahres 2013 wechselte Wentsch zur zweiten Mannschaft der TSG 1899 Hoffenheim. Im Sommer 2015 wechselte er in die Landesliga Württemberg zum FC Gärtringen. Nach zwei Spielzeiten wechselte er in die Bezirksliga zum VfL Herrenberg. Im Sommer 2020 erfolgte sein Wechsel zurück in die Landesliga zum TSV Trillfingen.